# 稲田晃司
稲田 晃司（いなだ こうじ）は、日本の漫画家・イラストレーター。

## 略歴
吉祥寺で路上絵描きをしていたこともあるらしい。
- 2007年 - 個展を開催。kyoto graniph gallery/graniph 京都。
- 2008年 - 『PlayStation 2』用ゲームソフト『大奥記』（GAE,Inc）パッケージ、キャラクター、コンセプトアート
- 2011年 - 『アフタヌーン』四季賞にて佳作を受賞『とてもひとつ』[1]
- 2012年 - エンターブレインエンタメ賞佳を受賞。作品名『ハニードロップ』
- 2013年 - 『ハルタ』にて読み切り『クロエ』を掲載。
- 2020年 - 『コミックボーダー』にて『鋼鉄のウツィア』を連載。
- 2022年 - 『コミックボーダー』にて『魔境斬刻録 隣り合わせの灰と青春』を連載。
- 2023年 - 『COMIC Hu』にてしげ・フォン・ニーダーサイタマの小説『鍋で殴る異世界転生』のコミカライズを連載。

## 経歴
- 2006年 - bbbp(KAYME)フライヤー
- 2007年 - andAデザインTシャツ、鞄
- 2007年 - ArteFlor カタログイラスト
- 2008年 - bainary デザインtシャツ
- 2008年 - beams デザインＴシャツ、デザインカバン
- 2010年 - GIANTKILLINGextra コラムイラスト